# Umnäs kyrka
Umnäs kyrka är en kyrkobyggnad som tillhör Stensele församling i Luleå stift. Kyrkan ligger i samhället Umnäs mellan Storuman och Tärnaby.

## Kyrkobyggnaden
Träkyrkan uppfördes 1925–1926 efter ritningar av arkitekt Anders Roland och invigdes 26 september 1926. Ritningarna återanvändes 1928 för att bygga Åskilje kyrka.
Kyrkan består av ett rektangulärt enskeppigt långhus. Vid långhusets norra sida finns en vidbyggd sakristia. Vid långhusets östra kortsida finns ett smalare kor tillbyggt på 1970-talet efter ritningar av arkitekt Bengt Lidström. Vid västra kortsidan finns ett smalare vapenhus som 1936 byggdes på med torn.
Ytterväggarna är klädda med vitmålad stående panel som ursprungligen var rödfärgad. Kyrkans sadeltak är spånklätt.
Kyrkogården invigdes 1930 och utvidgades 1983–1984 med 170 gravplatser.

## Inventarier
- Nuvarande altartavla är målad av Gerda Höglund. Första altartavlan, målad av Albert Grubbström, Forsmark, finns numera i Akkans kapell.
- Dopfunten är tillverkad av Lönnbergarnas stenindustri, Storuman. Tillhörande dopskål är tillverkad av guldsmed Persson, Vilhelmina, efter ritningar av Victor Svedberg, komminister i Umnäs 1944–1951.

### Orgel
- En orgel flyttas hit från Risbäcks kyrka. Den var byggd 1901 av Karl Hammer och hade 3 stämmor. Orgeln är nu magasinerad i Strömsunds kapell, Stensele.
- Den nuvarande orgeln flyttades hit från Storumans församlingsgård. Den är byggd av Grönlunds Orgelbyggeri AB, Gammelstad och är mekanisk.

| Manual        | Pedal        | Koppel   |  |
| Gedackt 8’    | Borduna 8’   | Man/Ped. |  |
| Principal 4'  | Nachthorn 2' |          |  |
| Quintadena 4' | Rankett 16'  |          |  |
| Spetsflöjt 2' |              |          |  |
| Sifflöjt 1'   |              |          |  |
| Cymbel II     |              |          |  |

### Webbkällor
- Stensele församling
- byggnadspresentation
- anläggningspresentation